# Chandigarh
Chandigarh er en indisk by, der er hovedstad for delstaterne Punjab og Haryana. Chandigarh tilhører ingen af de to delstater, men er i stedet et unionsterritorium administreret af de indiske føderale myndigheder.
Chandigarh er en planlagt by. Mange bygninger er tegnet af den svejtsiske arkitekt Le Corbusier i 1950'erne. Le Corbusier var chefarkitekt for byen. Han fik opgaven af Jawaharlal Nehru, den første premierminister i det uafhængige Indien.